# Sabine Günther
Sabine Günther, geboren als Sabine Rieger (* 6. November 1963 in Jena), ist eine deutsche Leichtathletin, die in den 1980er-Jahren – für die DDR startend – zu den weltbesten Sprinterinnen gehörte. Sie wurde dreimal in Folge Europameisterin mit der 4-mal-100-Meter-Staffel der DDR: 1982, 1986 und 1990. Bis zum August 2012 war sie Mitinhaberin des Weltrekordes im 4-mal-100-Meter-Lauf: Beim Weltcup in Canberra am 6. Oktober 1985 lief sie zusammen mit Silke Gladisch, Marlies Göhr und Ingrid Auerswald eine Zeit von 41,37 s.
Erfolge im Einzelnen:
- 1981, Junioreneuropameisterschaften: Platz 1 im 200-Meter-Lauf (22,91 s; Wind: +2,2 m/s); Platz 1 im 4-mal-100-Meter-Lauf (43,77 s; zusammen mit Silke Gladisch, Kathrin Böhme und Carola Beuster)
- 1982, Europameisterschaften: Platz 1 im 4-mal-100-Meter-Lauf (42,19 s; zusammen mit Gesine Walther, Bärbel Wöckel, Marlies Göhr); Platz 3 im 200-Meter-Lauf (22,51 s)
- 1986, Europameisterschaften: Platz 1 im 4-mal-100-Meter-Lauf (41,84 s; zusammen mit Silke Gladisch, Ingrid Auerswald und Marlies Göhr); Platz 7 im 200-Meter-Lauf (22,98 s)
- 1990, Europameisterschaften: Platz 1 im 4-mal-100-Meter-Lauf (41,68 s; zusammen mit Silke Möller, Katrin Krabbe und Kerstin Behrendt); Platz 7 im 200-Meter-Lauf (22,51 s)
- 1992, Olympische Spiele: Platz 5 im 4-mal-100-Meter-Lauf (43,12 s; zusammen mit Andrea Philipp, Silke-Beate Knoll und Andrea Thomas)

Sabine Günther startete für den SC Motor Jena. In ihrer aktiven Zeit war sie 1,70 m groß und wog 60 kg. 1986 wurde sie mit dem Vaterländischen Verdienstorden in Bronze ausgezeichnet.

## Persönliche Bestzeiten
- 100 m: 11,19 s, 22. September 1985, Berlin
- 200 m: 22,37 s, 26. Juni 1982, Cottbus